# Bisdom Namen
Het Bisdom Namen (Latijn: Dioecesis Namurcensis) is het grootste (8067 km²) maar minst bevolkte (670.245 inwoners) bisdom van België. Het bestrijkt twee provincies: Namen en Luxemburg. Het huidige territorium maakte oorspronkelijk deel uit van het bisdom Tongeren, later bisdom Luik, dat afhing van het aartsbisdom Keulen. Het bisdom Namen werd opgericht in 1559, ten gevolge van de pauselijke bul Super Universas. In 1559 vond een grondige hervorming plaats van de bisdommen in de Nederlanden.
De eerste bisschop was Antoine Havet (1513-1578). De huidige bisschop is sinds 5 juni 2019 Pierre Warin.
De kathedraal van het bisdom is de Cathédrale Saint-Aubain. Het bisdom heeft twee seminaries: het seminarie Notre-Dame en het seminarie Redemptoris Mater voor priesterkandidaten van de Neocatechumenale weg.
Van 1559 tot 1801 besloeg het grondgebied van het bisdom Namen Waals-Brabant, een deel van het graafschap Henegouwen en zowat het hele graafschap Namen. Het bisdom Namen was suffragaan aan het aartsbisdom Reims. Ten gevolge van het Concordaat van 1801 werd het bisdom geherstructureerd en werd het suffragaan aan het aartsbisdom Mechelen. Het territorium kwam toen overeen met het departement Samber en Maas, dat in 1815 de Nederlandse provincie Namen werd. In 1823 werd heel Luxemburg, dus zowel de huidige provincie als het groothertogdom, bij het bisdom Namen gevoegd. Tien jaar na de Belgische afscheuring, in 1840, werd het Nederlands gebleven deel van het groothertogdom een zelfstandig apostolisch vicariaat. Na een uitwisseling van enkele parochies met het bisdom Luik, kreeg het drie jaar later nagenoeg zijn huidige grenzen.
In de recente geschiedenis droegen de stichtingen van de abdijen en kloosters van Maredsous (1872), Maredret (1891), Clairefontaine, Ermeton (1936), Hurtebise (1938) en Chevetogne (1939) bij tot de spirituele uitstraling van het bisdom. De oprichting in 1831 van de Facultés Universitaires Notre-Dame de la Paix door de jezuïeten droeg dan weer bij aan de culturele uitstraling.
Sinds 1991 werden verschillende nieuwe bewegingen zoals Emmanuel, Béatitudes, Frères de Saint-Jean en Marie-Jeunesse uitgenodigd om zich vanuit Frankrijk of Canada in het bisdom te vestigen.
In 2008 telde het bisdom Namen meer dan de helft van de seminaristen van België.

## Bisschoppen

### Bisschoppen van Namen sinds het concordaat
- Claude de Bexon (1802-1803)
- Charles-François-Joseph Pisani de la Gaude (1804-1826)
- Nicolas-Alexis Ondernard (1828-1831)
- Jean-Arnold Barrett (1833-1835)
- Nicolas-Joseph Dehesselle (1836-1865)
- Victor-Auguste Dechamps C.Ss.R. (1865-1867)
- Théodore-Joseph Gravez (1867-1883)
- Petrus Lambertus Goossens (1883-1884)
- Édouard-Joseph Belin (1884-1892)
- Jean-Baptiste Decrolière (1892-1899)
- Thomas Louis Heylen O.Praem. (1899-1941)
- André Marie Charue (1941-1974)
- Robert-Joseph Mathen (1974-1991)
- André-Mutien Léonard (1991-2010)
- Rémy Vancottem (2010-2019)
- Pierre Warin (2019-heden)